# 二台子駅
二台子駅（じたいしえき）は中華人民共和国遼寧省丹東市鳳城市にある、中国鉄路総公司（CR）瀋丹線の貨物駅。1960年に開業。瀋陽駅から213km、丹東駅から57kmの位置にある。瀋陽鉄道局所属の四等駅に設定されている。

## 駅周辺
- G304国道

## 隣の駅
中国国鉄
瀋丹線
四台子駅 - 二台子駅 - 鳳凰城駅